# Convergència per a la Democràcia Social
Convergència per a la Democràcia Social (CPDS), és un partit polític socialdemòcrata de Guinea Equatorial que es basa en els principis de respecte als drets humans, igualtat, justícia social i solidaritat en un model d'economia mixta. El partit va ser fundat en 1990 dirigit per Secundino Oyono Edú-Aguong  i legalitzat en 1992. L'actual president del partit és Santiago Obama Ndong i el seu secretari general, Andrés Esono Ondo. És un partit opositor al govern de Obiang i actualment és el segon partit d'aquest país. Forma part de la Internacional Socialista.

## Història
CPDS va néixer en 1990 en la clandestinitat, però la seva primera aparició pública com a partit organitzat va ser l'1 de maig de 1991 quan van escriure un comunicat obert al president Teodoro Obiang i es va continuar amb la posada en circulació del seu propi periòdic, La Verdad, la resposta del govern va ser immediata, es van capturar sospitosos de participar en l'organització i es va treure l'exèrcit als carrers d'algunes ciutats. A mitjan 1992 es fan reformes per legalitzar partits polítics a Guinea Equatorial, no obstant això, CPDS decideix no legalitzar-se per considerar que aquestes lleis estaven viciades, després d'uns canvis al novembre d'aquest any Convergència per a la Democràcia Social sol·licita ser legalitzat. Al desembre de 1994 es fa la primera assemblea partidista o Congrés Constituent per asseure les bases del partit, en aquesta oportunitat fou escollit Plácido Micó Abogo com a Secretari General.
El novembre de 1993 va participar en les primeres eleccions multipartidistes des del règim de Francisco Macías Nguema, hi va obtenir 6 parlamentaris.
L'agost de 1998 va participar en l'anomenat "Pacte Democràtic General per a la Reconciliació Nacional, Governabilitat i Estabilitat Política de Guinea Equatorial", al costat del Moviment per a l'Autodeterminació de l'Illa de Bioko (MAIB), Acció Popular de Guinea Equatorial (APGE) i el Partit de la Coalició Democràtica de Guinea Equatorial (PCD). A les eleccions de març de 1999 va obtenir un representant. En 2001 es realitza el II Congrés Nacional on es reafirma com a Secretari General Micó Abogo. El 9 de juny de 2002 Plácido Micó és acusat juntament amb uns altres 143 líders de participar en un intent de Cop d'estat i és condemnat a 6 anys de presó, després el 2 d'agost de 2003 és indultat per pressions que va rebre el règim des de l'exterior. A les eleccions presidencials de 2002 el seu candidat Celestino Bonifacio Bacalé fou bandejat de les eleccions amb altres candidats de l'oposició, raó per la qual les va impugnar al·legant frau i intimidació però les seves paperetes es mantingueren i va obtenir el 2,2% dels vots, mentre que el president Teodoro Obiang Nguema Mbasogo del Partit Democràtic de Guinea Equatorial va obtenir el 97,1%.
En les eleccions d'abril de 2004, va aconseguir dos diputats al parlament, integrat per 100 membres. Al febrer de 2005 es reuneix el III Congrés Nacional de CPDS on es discuteix sobre la instauració d'un sistema democràtic a Guinea Equatorial a futur, a més de renovar la Comissió Executiva Nacional.
En les eleccions legislatives de 2008 van obtenir només un dels 100 escons, per la qual cosa la CPDS va introduir un recurs davant la Junta Electoral de Guinea Equatorial perquè es repetissin les eleccions, tanmateix l'organisme electoral va rebutjar la sol·licitud. A les eleccions presidencials de 2009 va portar com a candidat a Plácido Micó Abogo, qui va obtenir el 4,05% dels vots.